# Roy Swinbourne
Royston Harry «Roy» Swinbourne (Denaby Main, Inglaterra, Reino Unido, 25 de agosto de 1929-Kidderminster, Inglaterra, Reino Unido, 27 de diciembre de 2015) fue un futbolista británico que se desempeñó en la posición de delantero centro. Jugó con los Wolverhampton Wanderers, de la Football League, durante toda su carrera. Disputó un partido con el segundo conjunto de la selección de fútbol de Inglaterra.

## Biografía
Swinbourne inició su carrera profesional con el Wath Wanderers, un equipo filial del Wolverhampton Wanderers basado en Yorkshire. Se mudó al sur para unirse al equipo principal en 1944 y firmó un contrato profesional el año siguiente.
Su debut se produjo el 17 de diciembre de 1949, en un partido contra el Fulham que concluyó con empate a uno. En la temporada 1950-51 se hizo con un puesto en el once titular al reemplazar a Jesse Pye en la línea ofensiva y terminó la campaña como el máximo goleador, con un total de veintidós tantos en su haber. La siguiente temporada se vio mermado por las lesiones. Sin embargo, en la 1952-53, formó junto a Dennis Wilshaw una «potente punta de lanza» y lideró nuevamente la tabla de goleadores del club con veintiún goles.
En la temporada 1953-54, consiguió su mejor marca goleadora con veinticuatro tantos y ayudó a los Wolves a conseguir el primer campeonato liguero de su historia. Fue el propio Swinbourne quien anotó los dos tantos que le dieron la victoria a su conjunto frente al Tottenham Hotspur por dos goles a cero en el último partido de la campaña, el cual confirmó el título. La siguiente campaña, Swinbourne consiguió anotar unos cuantos goles, incluyendo un doblete en un famoso partido que los Wolves disputaron frente al Honvéd húngaro.
En 1955, marcó con el segundo conjunto de la selección de fútbol de Inglaterra en un partido contra el combinado B alemán. En una crónica publicada en el The Times, se comentó lo siguiente acerca de Swinbourne:

Swinbourne, pese a contar con pocos apoyos, demostró también que es un delantero centro elegante que sabe dónde encontrar el gol. Anotó el único tanto de su equipo y, de no ser por las excelentes paradas de Kubsch [el portero rival], habría conseguido la victoria él solo.
The Times, 24 de marzo de 1955.

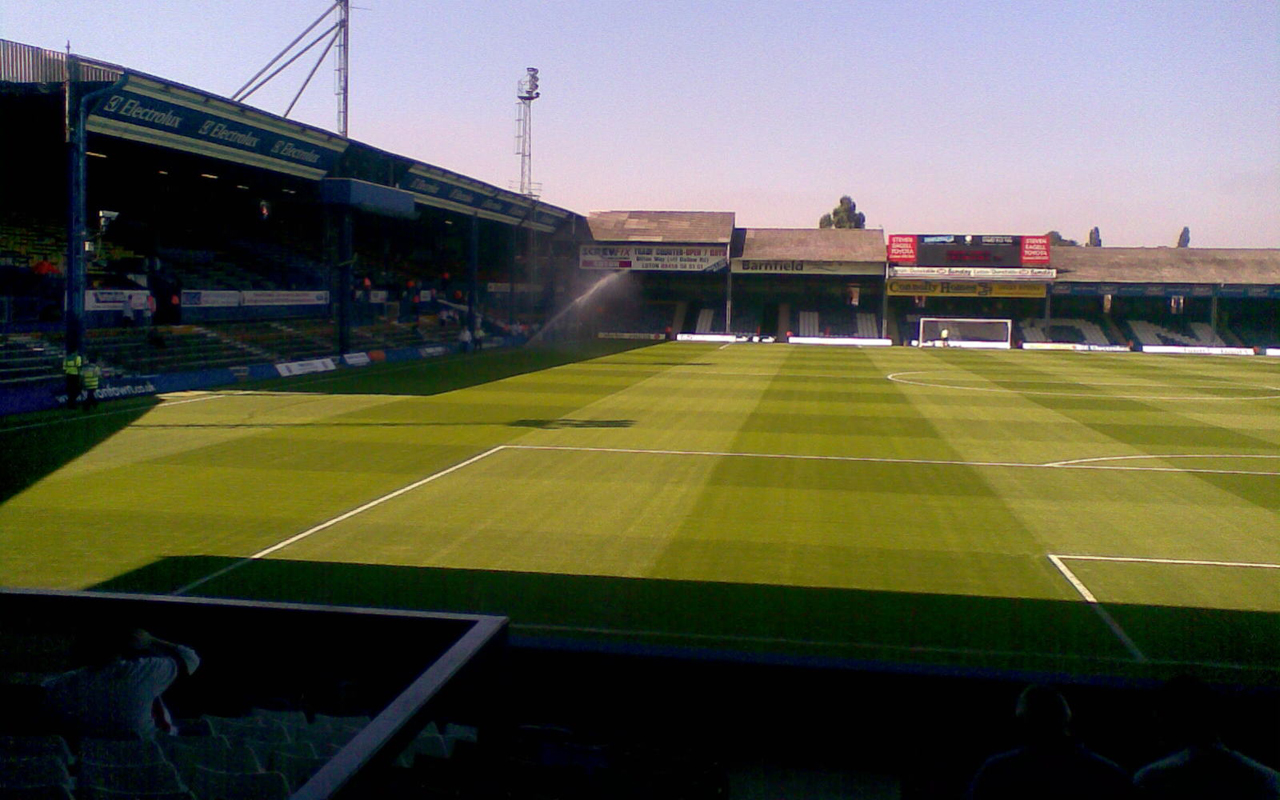
Kenilworth Road, estadio en el que Swinbourne se lesionó, lo cual le obligó a retirarse.

En noviembre de 1955, impactó contra unas cámaras colocadas en la banda del estadio del Luton Town, Kenilworth Road, y se hizo daño en la rodilla. A pesar de que trató de regresar a los terrenos de juego unas pocas semanas después, se vio obligado a someterse a cirugía. No pudo retomar su carrera y tuvo que anunciar su retirada del fútbol profesional en mayo de 1957.
Falleció el 27 de diciembre de 2015 a los 86 años de edad, tras una larga batalla contra la demencia vascular.

### Trayectoria
| Club                          | País       | Temporadas | Partidos | Goles |
| ----------------------------- | ---------- | ---------- | -------- | ----- |
| Wolverhampton Wanderers F. C. | Inglaterra | 1945-1957  | 211      | 107   |

## Palmarés

### Como jugador
Wolverhampton Wanderers F. C.
- Campeón de la First Division: 1953-1954.

### Citas
1. 1 2  «Roy Swinbourne passes away» (en inglés). Wolverhampton Wanderers Football Club. 27 de diciembre de 2015. Archivado desde el original el 27 de diciembre de 2015. Consultado el 28 de diciembre de 2015.
2. 1 2  Press Association (27 de diciembre de 2015). «Roy Swinbourne, one of Wolves’ Honved Heroes, dies at age of 86» (en inglés). The Guardian. Consultado el 28 de diciembre de 2015.
3. 1 2  «Roy Swinbourne: Wolves' 'Honved hero' dies» (en inglés). British Broadcasting Corporation. 27 de diciembre de 2015. Consultado el 28 de diciembre de 2015.
4. ↑  Neil Brown. «ROY SWINBOURNE» (en inglés). UK A–Z Transfers. Consultado el 28 de diciembre de 2015.
5. ↑  «England - International Results B-Team - Details» (en inglés). RSSSF. 22 de mayo de 2014. Consultado el 28 de diciembre de 2015.
6. ↑  Ivan Ponting (13 de mayo de 2014). «Dennis Wilshaw» (en inglés). The Independent. Consultado el 28 de diciembre de 2015.
7. ↑  «Nothing Left To Chance. Ditchburn A Hero at Molineux». The Times. 26 de abril de 1954. p. 9.
8. ↑  «Wolves' Fine Double Against Continental Teams. Honved Share Fate of Spartak». The Times. 14 de diciembre de 1954. p. 3.
9. ↑  Norman Fox (13 de diciembre de 1998). «Football: England's delusion of grandeur» (en inglés). The Independent. Consultado el 28 de diciembre de 2015.
10. ↑  «England B Fail To Impress. Germany's Clever Defence». The Times. 24 de marzo de 1955. p. 3.
11. ↑  «Russian Players See Wolves Outplayed at Luton. Visitors' Optimism Unlikely To Lead To Any Complacency». The Times. 7 de noviembre de 1955. p. 1.
12. ↑  «Manchester United Regain League Leadership. Continuing Wolverhampton Decline in Away Matches». The Times. 5 de diciembre de 1955. p. 5. «Para empeorar aún más la situación, tanto Wilshaw como Swinbourne regresaron a las filas en Deepdale y ambos se lesionaron una vez más.»